# Salomon Sellam
Salomon Sellam, né le 28 décembre 1955 en Algérie,, est un médecin français et essayiste ayant publié dans le domaine de la psychogénéalogie.

## Biographie
Il obtient son diplôme de médecin en 1983.

## Critique
Dans un article intitulé « La psychogénéalogie Le syndrome du Gisant », Géraldine Fabre a critiqué la notion de « syndrome du Gisant » inventée par Salomon Sellam, qui y voit «la conséquence d'une mort injustifiée ou injustifiable, au sein d'une famille qu'un enfant à naître est chargé inconsciemment de combler». Cette auteure estime notamment que les éléments que Salomon Sellam présente comme des « conclusions » sont, selon elle, plutôt « des suppositions tirées d’interprétations et d’assimilations pouvant être discutées ».

## Publications
- Les maladies pulmonaires,  Éd. Bérangel,  (ISBN 978-2915227192)
- Les os, généralités - Psychosomatique clinique de l'appareil ostéo-articulaire, Éd. Bérangel,  (ISBN 978-2915227208)
- Le Gisant: Tome 2, Vie bloquée! Deuil bloqué ?, Bérangel,  (ISBN 2915227330)
- Entretiens Psychosomatiques, Berangel, (2002),  (ISBN 978-2951826502)
- Origines et prévention des maladies, Quintessence, 1996,  (ISBN 978-2913281165)
- Trafiquants d'âmes, Bérangel,  (ISBN 978-2915227406)
- La négative attitude ou L'allergie au bonheur,  Bérangel,  (ISBN 978-2915227413)
- Le Syndrome du Gisant un subtil enfant de remplacement, Berangel, (2001)
- Allergies, c’est plus simple qu’on ne le pense, 2006.